# Montauk (Erzählung)

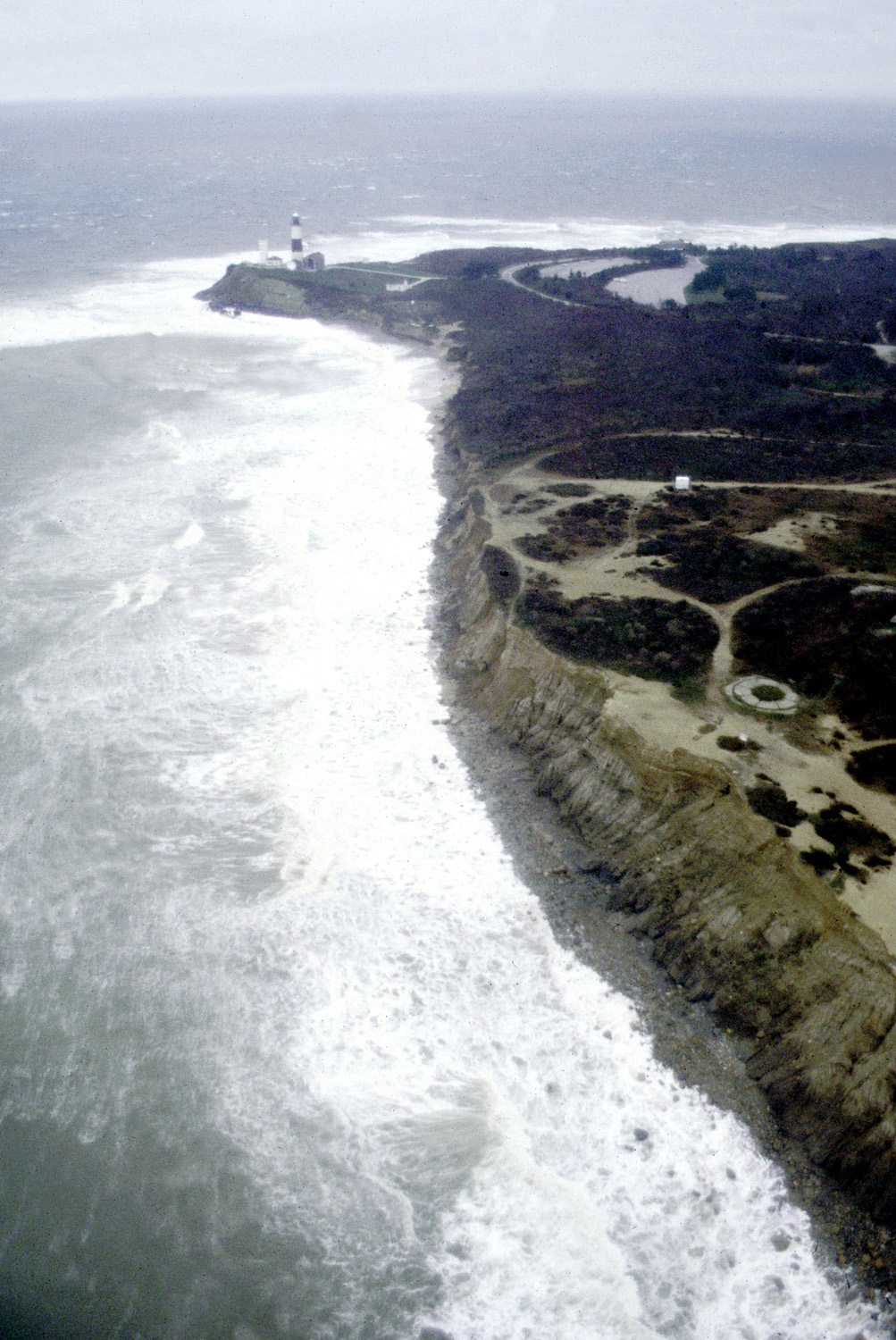
Brandung des Atlantiks bei Montauk

Montauk ist eine Erzählung des Schweizer Schriftstellers Max Frisch. Sie erschien erstmals im September 1975 und nimmt in seinem Werk eine Sonderstellung ein. Zwar waren auch Frischs frühere Figuren oft autobiografisch geprägt, die Geschichten aber fiktiv. In Montauk dagegen heißt der Protagonist wie sein Autor, und er berichtet ein authentisches Erlebnis: ein Wochenende, das Frisch mit einer jungen Frau an der amerikanischen Ostküste verbrachte.
Die befristete Liebesaffäre nimmt Frisch zum Anlass für eine Rückschau auf die eigene Biografie. Er berichtet von den Frauen, mit denen er verbunden war, und seinen gescheiterten Beziehungen. Weitere Reflexionen gelten dem Alter, der Nähe zum Tod sowie der wechselseitigen Beeinflussung von Leben und Werk. Auch die Entstehung des Textes Montauk selbst wird zum Thema der Erzählung: Als Gegenentwurf zum bisherigen Werk beschreibt Frisch seinen Entschluss, das Wochenende zu dokumentieren, ohne dem direkten Erleben etwas hinzuzufügen.
Bei seinem Erscheinen löste Montauk sehr unterschiedliche Reaktionen aus. Die ehemaligen Partnerinnen Frischs sahen sich durch die offenen Schilderungen ihrer Vergangenheit kompromittiert. Manche Leser fühlten sich durch die Selbstentblößung Frischs peinlich berührt. Andere Kritiker feierten die Erzählung als das bedeutendste Werk des Autors und lobten die Leistung, das eigene Leben zu einem literarischen Kunstwerk zu verarbeiten. Marcel Reich-Ranicki nahm Montauk in seinen Kanon der deutschen Literatur auf.

## Inhalt

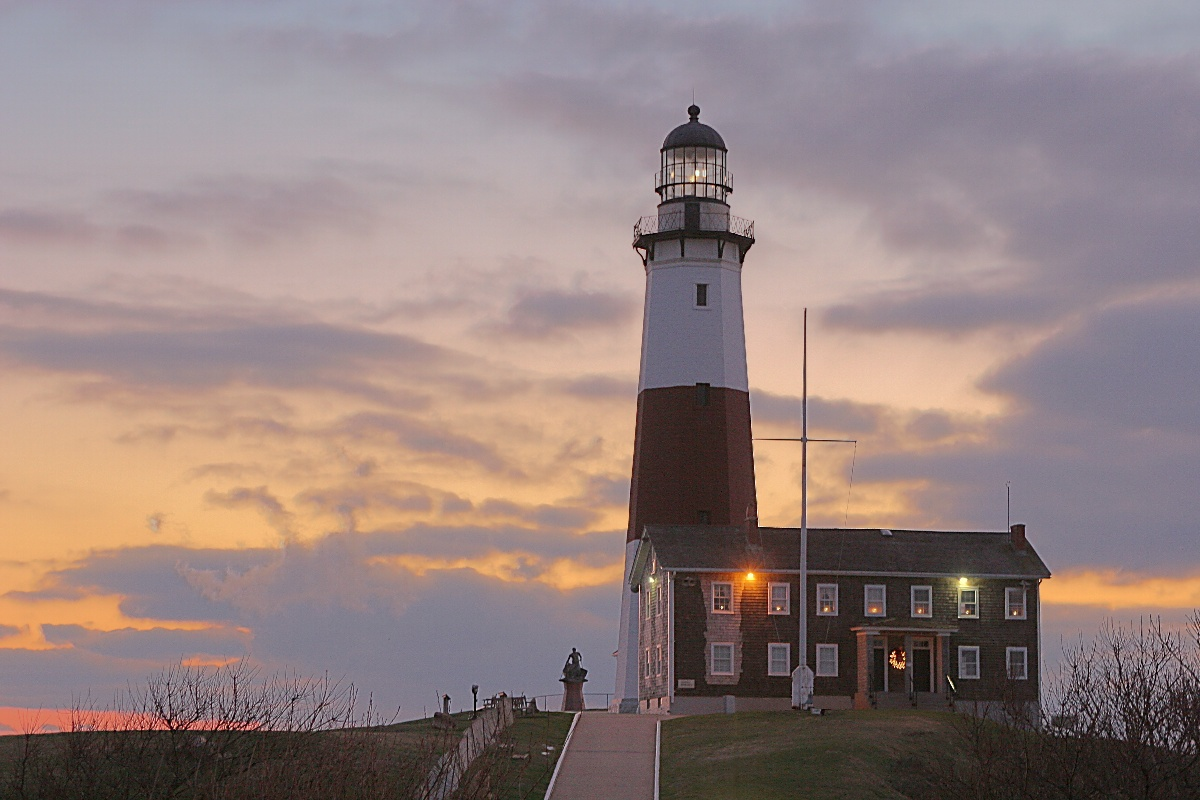
Leuchtturm von Montauk

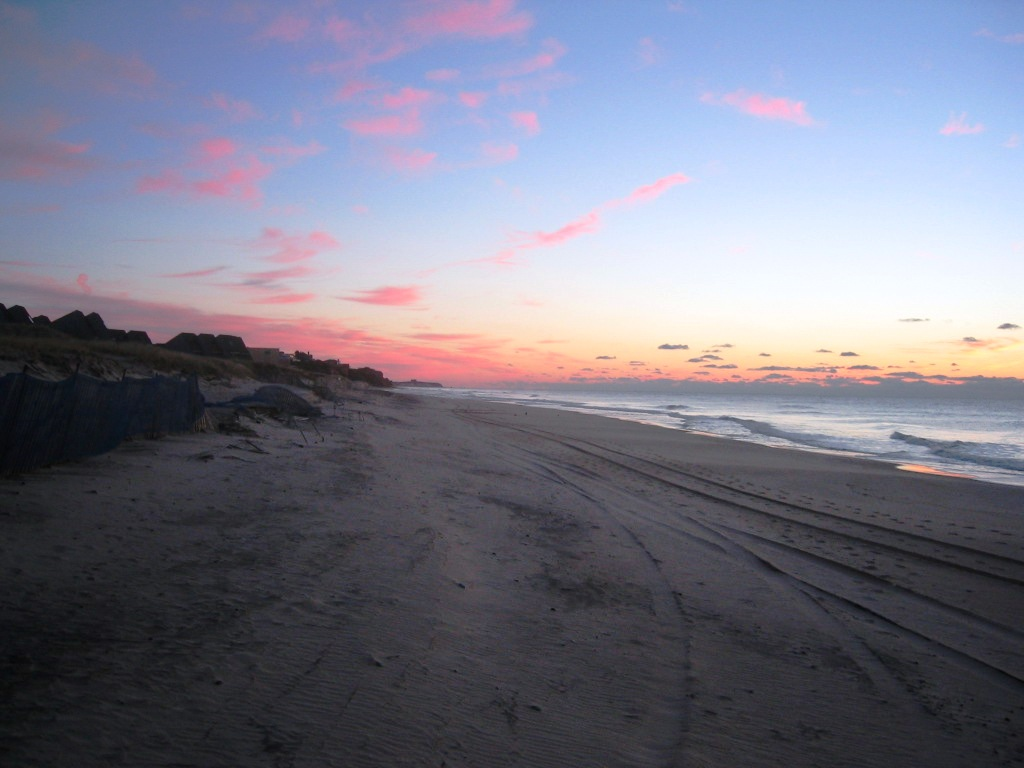
Sonnenaufgang bei Montauk

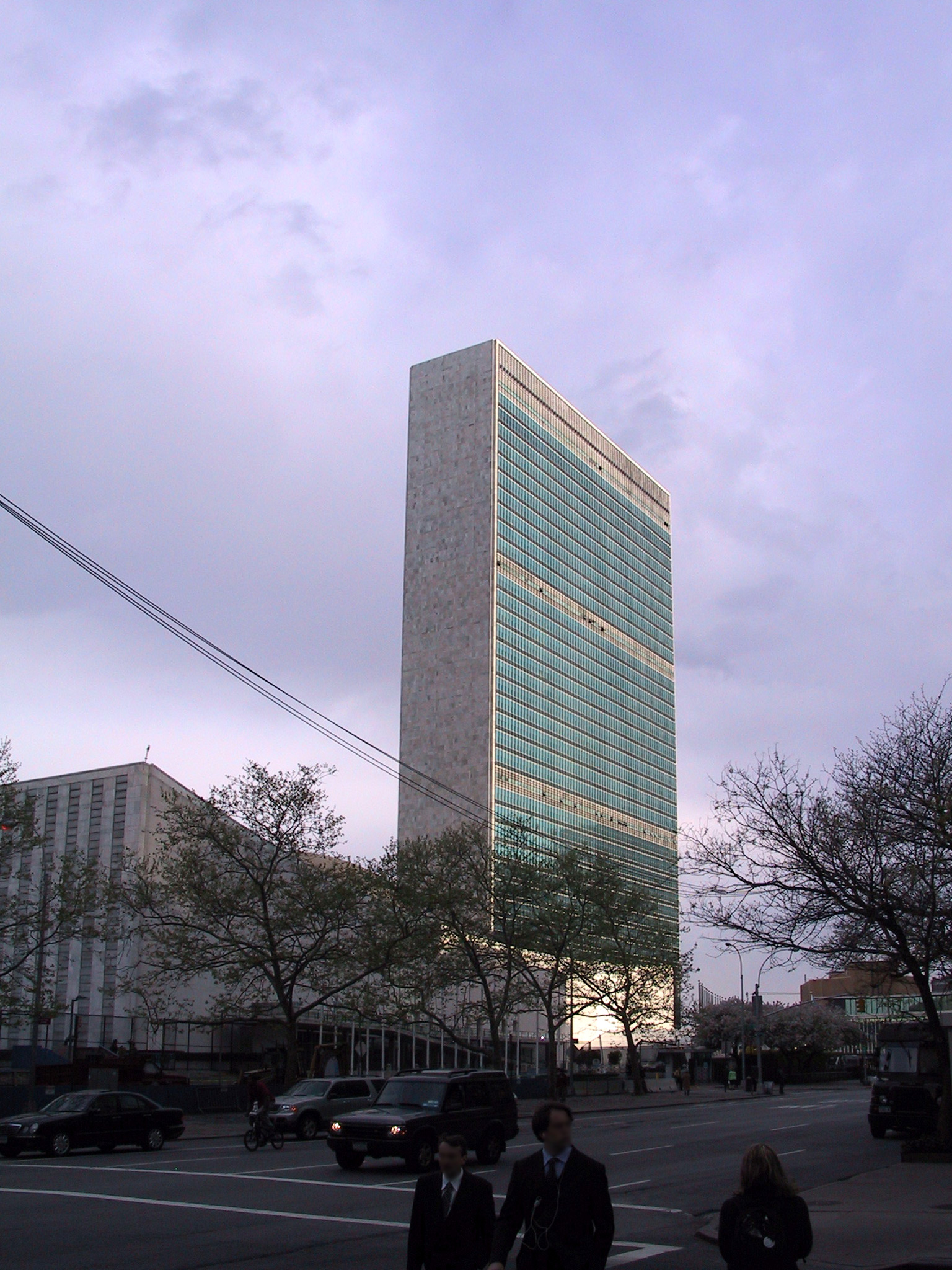
Blick auf das UN-Hauptquartier von der Kreuzung First Avenue / 46th Street

Die Rahmenhandlung der Erzählung Montauk beschreibt das Wochenende des 11. und 12. Mai 1974, das eine Lesereise des Erzählers, des literarischen Alter Ego seines Autors Max Frisch, durch die Vereinigten Staaten beschließt. Zwei Tage später, einen Tag vor seinem 63. Geburtstag, ist Frischs Rückflug nach Europa gebucht. An seiner Seite befindet sich Lynn, eine 30-jährige Verlagsangestellte, die ihn während der Reise betreuen soll, vom Werk des Autors aber keine Zeile gelesen hat. An ihrem letzten Wochenende kommen Lynn und Frisch einander näher und unternehmen einen Ausflug nach Long Island zum Dorf Montauk an der Atlantikküste.
Für den Autor erwächst an diesem Wochenende das Verlangen, die gemeinsamen Tage zu beschreiben, ohne etwas zu den Geschehnissen hinzuzufügen. Dabei löst Lynns Gegenwart in Frisch Reflexionen und Erinnerungen aus. Er sinniert über das Alter und sein zunehmendes Gefühl, eine Zumutung für andere zu sein, sowie seinen Erfolg und dessen Wirkung auf Neider, Verehrer und Frauen. Frisch gibt intime Details aus seinem Leben preis, das Sterben seiner Mutter, seine Impotenz und vier Schwangerschaftsabbrüche bei drei Frauen.
Auch über sein Werk reflektiert der Autor, angefangen von der parallelen Arbeit des jungen Architekten auf der Baustelle und als Verfasser erster Theaterstücke bis zu den immer gleichen Fragen, die seine späteren Romane auf Presseterminen auslösen. Frisch zeigt sich unzufrieden mit seinen Geschichten, mit denen er lediglich das Publikum bedient, aber weite Teile seines eigenen Lebens vor sich verschwiegen habe. Er hat das Gefühl, sein eigentliches Selbst durch sein Werk verraten zu haben.
In einer längeren Episode erinnert sich Frisch an seinen Jugendfreund und Mäzen W., von dem er sich in seiner Jugend dominiert fühlte. Mit Frischs Erfolgen und der Unfähigkeit seines Freundes, ihn als Schriftsteller zu akzeptieren, endete ihre Freundschaft, die Frisch rückblickend als unheilvoll begreift. Eine andere Episode enthüllt Frischs Unvermögen in der Zeit seiner ersten Ehe, mit einer gelähmten Nachbarin umzugehen, die sich als seine erste Liebe entpuppt.
Vor allem Frischs ehemalige Gefährtinnen stehen im Mittelpunkt der Erzählung. Lynn löst Erinnerungen an ihre Vorgängerinnen aus, angefangen von der Jüdin Käte, dem realen Vorbild der Hanna aus Homo faber, der ersten Ehefrau Gertrud Frisch-von Meyenburg, genannt „Trudy“, der getrennt von ihm lebenden Marianne Frisch, die er noch immer liebt, bis zur von Hörigkeit und Eifersucht geprägten Beziehung zu Ingeborg Bachmann. Angesichts des nicht mehr fernen Todes möchte Frisch keine Frau an seine Zukunftslosigkeit binden. Er wünscht sich, Lynn sei die letzte Frau in seinem Leben. Gleichzeitig ist beiden klar, dass ihre Beziehung auf dieses eine Wochenende beschränkt bleiben wird und sie danach nicht wieder in Kontakt treten wollen. Frisch hofft, dass Lynn nicht, wie die Frauen zuvor, der Name für eine Schuld werden wird.
Am Ende der Erzählung gehen Lynn und Frisch in New York mit einem „Bye“ auseinander. An der Kreuzung von First Avenue und 46th Street sieht Frisch der davongehenden Lynn nach, die sich nicht noch einmal nach ihm umdreht.

## Form

### Aufbau und Stil
Max Frisch selbst bezeichnete Montauk im Untertitel als Eine Erzählung. Damit hob er die literarische Form des Textes hervor, der trotz seines autobiografischen Inhalts weder Autobiografie noch Bericht oder Tagebuch ist. Zum Teil wird das Buch auch als Roman klassifiziert. Marcel Reich-Ranicki sah die Prosa in ihrem „Reichtum an Figuren und Episoden […] romanhaft“, obwohl ihr Umfang der klassischen Romandefinition von E. M. Forster kaum genüge.
Der Erzählstil wird am Anfang der Erzählung ironisch gespiegelt: ein Schild mit der Aufschrift „overlook“ verspricht eine Aussicht über die Insel, die nicht eingehalten wird. Stattdessen gibt es „einen Pfad, der durch das Gestrüpp führt […] Es ist eine Art von Pfad, nicht immer deutlich, ein verwilderter Pfad.“ In der gleichen Weise wird auch der Leser, dem ein Überblick über Frischs Leben versprochen worden ist, auf einen Pfad geschickt, der durch seine „assoziative Erzählweise geeignet [ist], den Leser zu verwirren“. Nicht immer ist klar, „von welcher Frau gerade gesprochen wird“. Der Stil ist sprunghaft, „es ist nicht leicht, sich einzulesen“. Details werden oft nur angedeutet, so dass sie einem Leser ohne Kenntnis von Frischs Biografie nicht auf Anhieb verständlich sind. Schon der Titel der Erzählung Montauk ist doppeldeutig, meint den tatsächlichen Ort genauso wie das aus Ort und Zeit gefallene Fremde, richtet den Blick des Lesers eher auf die Peripherie des Geschehens als auf ihr Zentrum.
Die Erzählung besteht aus einer Collage von gegenwärtigen Szenen und erinnerten Lebenssituationen, durchbrochen von typografisch in Kapitälchen hervorgehobenen, als Leitmotiv eingesetzten Stichworten, Zitaten, Ortsangaben, Small-Talk-Einsprengseln oder interviewhaften Fragen Lynns. Frisch verwendete eine weiterentwickelte Form seines Stils des literarischen Tagebuchs. Die Reihung der mosaikhaften Daten und Ereignisse ist zwar chronologisch, aber ohne Kausalität. Insgesamt 192 einzelne Szenen variieren in ihrer Länge vom Einzeiler bis zur in sich geschlossenen 21-seitigen Kurzgeschichte über Frischs Jugendfreund. Marcel Reich-Ranicki beurteilte Frischs Stil in der Erzählung: „Nie hat er knapper und karger und zugleich präziser und prägnanter, nie anschaulicher und anregender geschrieben.“ Der Dokumentarfilmer Richard Dindo hob auf die Visualität der Schreibweise ab: „Man hat beim Lesen den Eindruck, der Autor erlebe und beschreibe einen Film. Es ist, als ob er einen ‚fotografischen Blick‘ auf die Dinge werfen würde.“

### Erzählposition
Das Programm für die Erzählperspektive in Montauk gibt Frisch in der Erzählung selbst vor: „Ich möchte diesen Tag beschreiben, nichts als diesen Tag, unser Wochenende und wie’s dazu gekommen ist, wie es weiter verläuft. Ich möchte erzählen können, ohne irgendetwas dabei zu erfinden. Eine einfältige Erzähler-Position.“ Die direkte Wiedergabe der Ereignisse fordert einen Erzähler, der eine Beobachterrolle einnimmt. Die eher äußerliche Beziehung von Lynn und Frisch erhält ihren adäquaten Ausdruck in der Er-Form der Erzählung.
Demgegenüber steht das in den Rückblenden und Reflexionen verwendete Ich für Max Frisch, den Schriftsteller und Menschen mit all seinen Erinnerungen und Ängsten, seinen Erfolgen und seinem privaten Scheitern. Ich- und Er-Form bieten zwei Blickwinkel auf dieselbe Figur. Die Perspektive der Erzählung springt, je nach Erzählgegenstand, fortwährend von der Er- in die Ich-Form und wieder zurück. Erst am Ende, als sich das Erleben des Wochenendes bereits in Erinnerung verwandelt, bleibt nur noch das Ich. Das Du der Erzählung ist für Marianne reserviert, Frischs zweite Frau. Es zeigt Frischs Fixierung, die auch Lynn erkennt: „you love her.“
In seinem Tagebuch 1966–1971 findet sich Frischs theoretische Auseinandersetzung mit der Erzählposition im Abschnitt Vom Schreiben in der Ich-Form. Darin sieht er die Ich-Form direkter, aber auch in der Gefahr zur Zumutung für den Leser zu werden. Manche Sätze gewännen nur in der Ich-Form Objektivität, in der Er-Form wirkten sie feige. Für eine „maximale Aufrichtigkeit gegenüber sich selbst“ vermöge dagegen die Er-Form mehr. „Zu Anfang ist es leichter mit der ER-Form als später, wenn die bewußten oder unbewußten ICH-Depots in mannigfaltiger ER-Form notorisch geworden sind; nicht weil der Schreiber sich als Person wichtiger nimmt, aber weil die Tarnung verbraucht ist, kann er sich später zur blanken ICH-Form genötigt sehen.“

## Interpretation

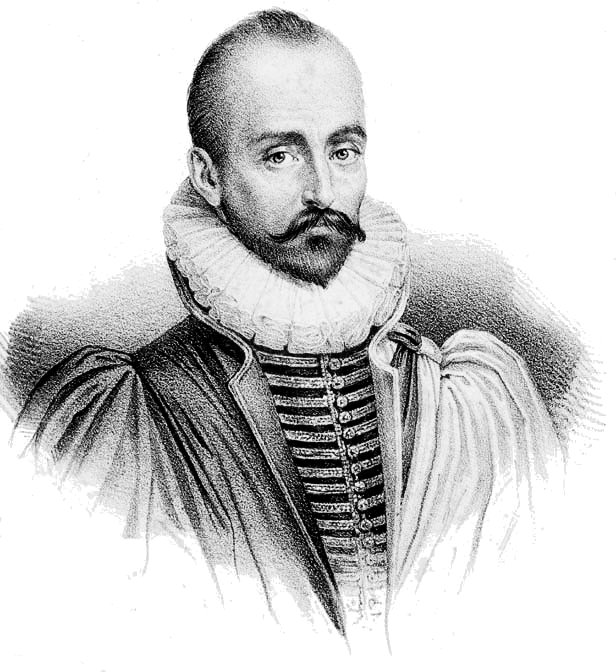
Montaigne, von dem das Motto der Erzählung stammt, in einer Lithographie von François-Séraphin Delpech

Bereits das vorangestellte Motto der Erzählung von Montaigne gibt Montauk sein nichtfiktionales Programm: „Dies ist ein aufrichtiges Buch, Leser, […] denn ich bin es, den ich darstelle. Meine Fehler wird man hier finden, so wie sie sind, und mein unbefangenes Wesen, so weit es nur die öffentliche Schicklichkeit erlaubt.“ Der Autor Frisch selbst nannte die Vorrede „naiv, wie wir es kaum sein können“. Sein Protagonist gleichen Namens will die „Umweltverschmutzung durch Gefühle, die nicht mehr zu brauchen sind“, bereinigen, indem er sie beschreibt und dadurch „mit Bewußtsein verabschiedet“. Über seine bisherigen Versuche, sein Leben in Kunst zu verarbeiten, urteilt er vernichtend: „Ich habe mir mein Leben verschwiegen. Ich habe irgendeine Öffentlichkeit bedient mit Geschichten. Ich habe mich in diesen Geschichten entblößt, ich weiß, bis zur Unkenntlichkeit. […] Ich habe mich selbst nie beschrieben. Ich habe mich nur verraten.“ Als Gegenentwurf beschließt Frisch, „dieses Wochenende zu erzählen: autobiographisch, ja, autobiographisch. Ohne Personnagen zu erfinden; ohne Ereignisse zu erfinden, die exemplarischer sind als seine Wirklichkeit […]. Er möchte bloß erzählen […]: sein Leben.“ Doch Frisch plant keine reine Autobiografie. Er stellt sich die Aufgabe: „Ich möchte wissen, was ich, schreibend unter Kunstzwang, erfahre über mein Leben als Mann.“ Er schreibt eine Erzählung über seine persönliche, unverschlüsselte Wirklichkeit mit den Mitteln der Literatur.
Trotz des Vorsatzes der „autobiographischen Korrektur“ wird Frisch selbst immer wieder auf das einst Geschriebene zurückgeworfen: „Leben im Zitat.“ Die Gegenwart erinnert nicht nur an die eigene Vergangenheit, sondern auch an die geschaffenen Werke. Lynn wird zum Spiegelbild von Marianne Frisch oder Ingeborg Bachmann, im nächsten Augenblick erinnert sie mit rotem Rossschwanz oder beim Ping-Pong-Spiel an Sabeth aus Homo faber. Frisch gerät in den „Bannkreis einer anderen Zeit, die sowohl Vergangenheit als auch Literatur heißen kann“. Er erkennt: „Literatur hebt den Augenblick auf“ – im doppelten Sinne: sie löscht ihn als Gegenwart aus und konserviert ihn als Erinnerung. Damit steht sie dem direkten Erleben, der Liebe entgegen. „Die Literatur hat die andere Zeit, ferner ein Thema, das alle angeht oder viele – was man von ihren zwei Schuhen im Sand nicht sagen kann“. Nicht die Literatur, sondern „[s]ein Körper läßt ihn empfinden, daß er im Augenblick da ist“. Er vermittelt Frisch „das irre Bedürfnis nach Gegenwart durch eine Frau“. Und Frisch erkennt: „Er will keine Memoiren. Er will den Augenblick.“
Dennoch steht zwischen Lynn und Frisch eine unüberbrückbare Distanz. „Es ist nie gesagt worden: i love you.“ Das Alter, die unterschiedliche Lebenswirklichkeit, allein schon die Fremdsprache trennt die beiden. Die begrenzte Zeit des Wochenendes verhindert, dass sie sich näher kennenlernen werden: „Lynn wird sein Laster nicht kennenlernen.“ „Lynn wird seine Hysterie nicht kennenlernen.“ „[S]ie werden einander nicht kennenlernen“. Gerade durch diese Zukunftslosigkeit wird das Wochenende in Montauk, „diese dünne Gegenwart“, ein „zeitentrückter Augenblick“: „Ein langer leichter Nachmittag. hermes geht vorbei.“ Noch wendet sich Hermes, der die Toten zum Hades führt, nicht Frisch zu. Doch seine Gegenwart ist nicht nur in diesem Zitat eines nie umgesetzten Opernentwurfs von Frisch präsent. Im Bewusstsein des nicht mehr fernen Todes weiß Frisch, „daß es sich verbietet, eine jüngere Frau an diese meine Zukunftlosigkeit binden zu wollen“. Frisch denkt an Abschied: „Eine wird die letzte Frau sein, und ich wünsche, es sei Lynn, wir werden einen leichten und guten Abschied haben“. Als er am Ende nach Lynn sucht, klingt in der Auskunft ihrer ehemaligen Kollegin der Tod an: „lynn is no longer with us“. Der abschließende Monolog aus Homo faber gewinnt für den alten Frisch eine existenzielle Bedeutung: „auf der welt sein: im licht sein. […] standhalten dem licht, der freude im wissen, dass ich erlösche […] ewig sein: gewesen sein.“
Am Ende bleibt der Zweifel, ob selbst mit den Mitteln rückhaltloser Aufrichtigkeit eine zutreffende Beschreibung des eigenen Ichs gelingen kann: „als könne ein Mensch sich selber erzählen“. Frisch fügt Montaignes Motto einen Nachsatz hinzu: „dies ist ein aufrichtiges buch, leser und was verschweigt es und warum?“ Der Nachsatz ist keine Anspielung auf ein absichtliches Verschweigen von Fakten, sondern die Erkenntnis, dass auch der wahrhaftigste Versuch nicht zu einer vollständigen Beschreibung des Lebens führen kann. Montauk wird zum „Werk über ein Werk, das nicht zustande kommt“. Obwohl die Korrektur der Autobiografie im Großen missglückt, glückt das Wochenende im Kleinen: „ein Tag der Erfüllung, eine Gegenwart“: „max, you are a fortunate man“ Im gleichzeitigen Bekenntnis zur Vergangenheit erlebt Frisch die Gegenwart als Befreiung. Das „Beglückende“ liegt in der Erfahrung, „ein Stück Freiheit von den Mechanismen krankhafter Empfindlichkeit und von den Zwängen stereotyper Verhaltensweisen verwirklicht zu haben“.

## Biografischer Hintergrund

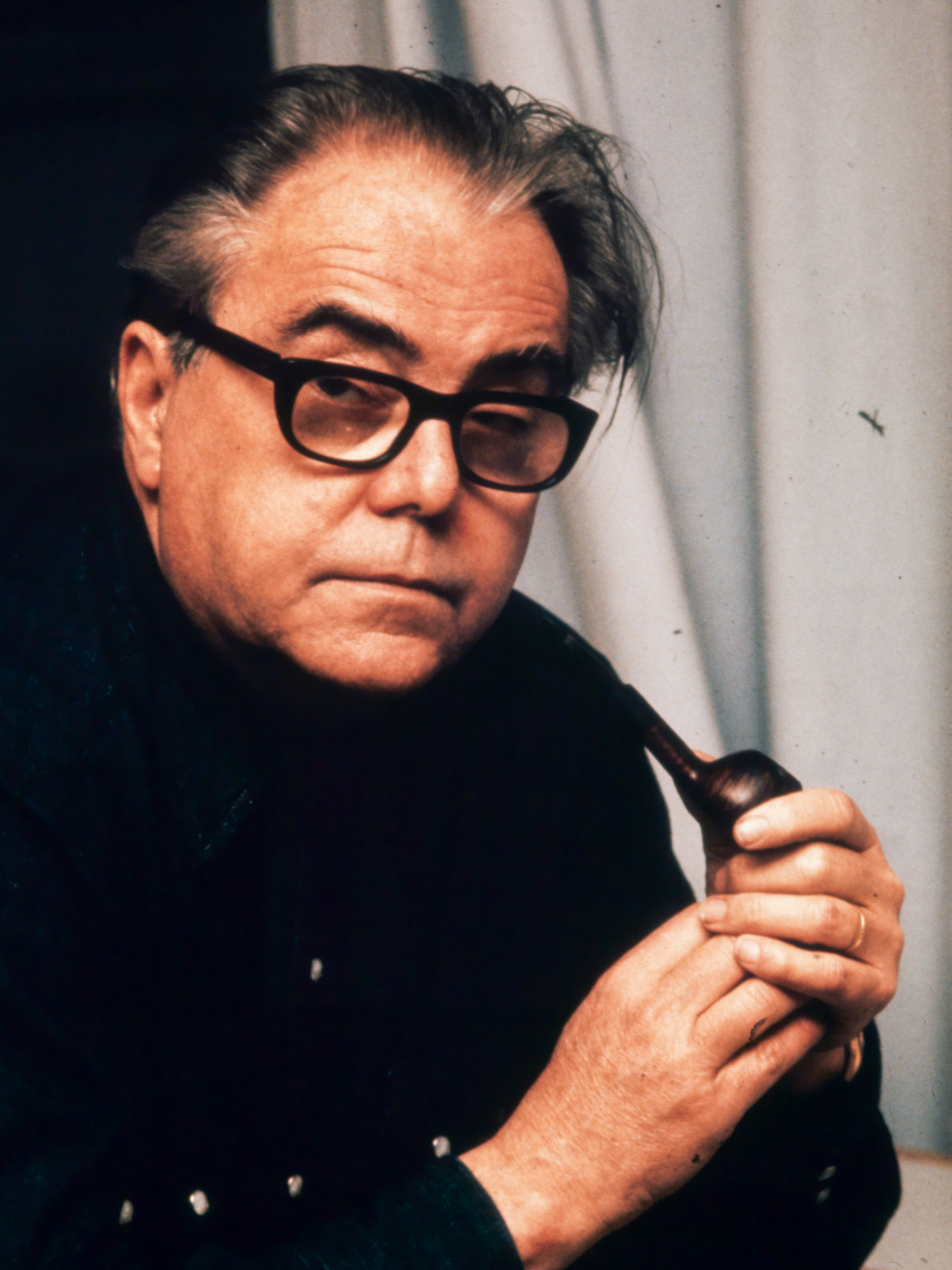
Max Frisch (ca. 1974)

Im April 1974 reiste Frisch in die Vereinigten Staaten, um die Ehrenmitgliedschaft der Academy of Arts and Letters und des National Institute of Arts and Letters anzunehmen. Aus diesem Anlass organisierte seine amerikanische Verlegerin Helen Wolff eine Lesetournee für Frisch. Sie stellte ihm die junge Alice Locke-Carey an die Seite, die in Montauk den Namen Lynn erhielt. Bis auf die Veränderung dieses Namens stimmen die in Montauk erzählten Fakten von Frischs Amerikaaufenthalt mit der Realität überein. Verkürzt angegeben ist lediglich der Name des Jugendfreundes W., des Kunstsammlers Werner Coninx. Obwohl die Erzählung ihren autobiografischen Hintergrund somit weitgehend unverschlüsselt offenlegt und auch keine Fiktion, sondern Authentizität behauptet, wurde sie verschiedentlich als Schlüsselroman klassifiziert. Gerhard vom Hofe betonte allerdings: „Es wäre ein […] Mißverständnis, Montauk als eine Art ‚Schlüsselerzählung‘ […] zu verstehen“, deren Absicht es sei, „autobiographische Aufschlüsselungen und Enträtselungen“ von Frischs früherem Werk oder „lebensgeschichtliche Quellen und Hintergründe“ zu präsentieren.
Die Frage, wie direkt von der Erzählung auf Frischs Leben geschlossen werden dürfe, beantwortete Jürgen H. Petersen damit, dass dies von der Frisch-Forschung bei Montauk im Gegensatz zu anderen Werken kaum untersucht worden sei: „die Übereinstimmung von Lebensfakten und Textaussagen dürfte unbezweifelbar sein“. Hans Mayer sah den Max Frisch aus Montauk hingegen als „Kunstfigur“, dessen Sehnsüchte nach aufrichtigem Erzählen „schließlich keine Aufrichtigkeit produzieren, sondern eine schöne Geschichte“. Er zog das Fazit: „Von seinen Geheimnissen hat Frisch auch hier nichts preisgegeben.“ Auch Gerhard P. Knapp schloss sich dieser Deutung an und unterschied in seiner Analyse strikt zwischen dem „diarischen Ich“ und der „Kunstfigur Max Frisch“ als Er-Erzähler. Damit widersprach er der Lesart Montauks als chronique scandaleuse. Konstanze Fliedl beschäftigte sich mit Frischs Urteil über seine Beziehung zu Ingeborg Bachmann: „Das Ende haben wir nicht gut bestanden, beide nicht.“ Der Satz sei zwar „subjektiv gewiß aufrichtig“, sei aber Interpretation und werde durch die Sprache „eine Geschichte – ein gedeutetes Faktum“. Sie kam zum Schluss: „ein ‚wahres‘ Ich gibt es nicht, kann es gar nicht geben. ‚Ich‘ ist immer ein ‚Ich‘ in Texten“. In einem Interview, das im Dezember 1980 im Playboy erschien, urteilte Friedrich Dürrenmatt über seinen Schweizer Kollegen: „Was mich an Frisch so stört, sind diese Unwahrheiten, auch in den Romanen, zum Beispiel Montauk. Das hat er als autobiographisches Werk ausgegeben. Aber wenn Sie ihn persönlich kennen, dann schütteln Sie nur den Kopf. Da stimmt einfach gar nichts.“ Allerdings distanzierte sich Dürrenmatt später vom Inhalt dieses Interviews. Die Frage nach Wahrheit und Lüge thematisierte Frisch in Montauk selbst, als die Erzählung unvermittelt von der Er- in die Ich-Form springt: „Er schaut, um zu prüfen, ob seine Zärtlichkeit sich wirklich auf Lynn bezieht … Oder belüge ich uns?“ An einer anderen Stelle lässt Frisch Lynn ausrufen: „max, you are a liar“. Damit konterkariert er selbst das Motto Montaignes vom aufrichtigen Buch.
Im Gegensatz zum in Montauk avisierten Ende hatte die wirkliche Affäre zwischen Frisch und Locke-Carey ein Nachspiel. Nachdem Frisch auf einer erneuten USA-Reise vergeblich nach der jungen Frau geforscht hatte, meldete sie sich bei ihm infolge der Publikation der amerikanischen Übersetzung von Montauk im Sommer 1976. Nach der Scheidung von Frischs zweiter Ehe 1979 traf er im Mai 1980 Locke-Carey wieder. Von diesem Zeitpunkt an lebten Frisch und Locke-Carey einige Jahre zusammen, abwechselnd in New York und Berzona. Die gemeinsame Zeit zwischen Frühjahr und November 1982 bildete die Basis der postum 2010 veröffentlichten Entwürfe zu einem dritten Tagebuch, die Frisch Locke-Carey widmete.

## Entstehungsgeschichte

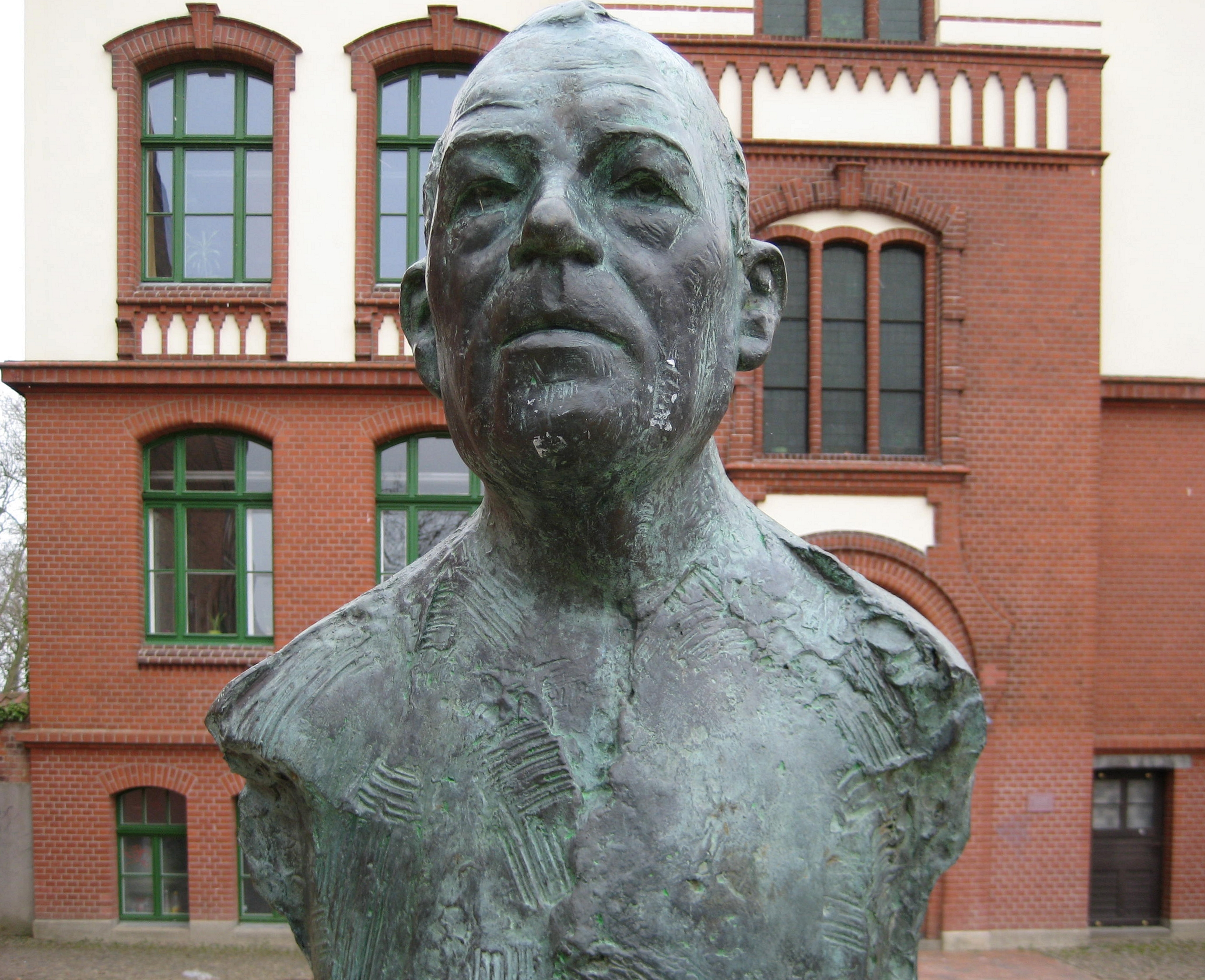
Uwe Johnson, Freund des Ehepaars Frisch und erster Leser der Erzählung, in einer Skulptur von Wieland Förster

Nach seiner Rückkehr aus den Vereinigten Staaten im Mai 1974 setzte Frisch seinen dort gefassten Entschluss, das Wochenende mit Alice Locke-Carey zu beschreiben, in die Tat um. Die Erzählung entstand „in einer langanhaltenden Gemütsverfassung der Versöhnlichkeit […] und der Angstlosigkeit“, in der Frisch das „Versteckenspielen oder Verfremden“ seiner früheren Arbeiten hinter sich ließ: „Ich wollte nicht mehr mühsam aus dem Architekten Frisch den Ingenieur Soundso machen, und aus der eine andere, und aus dem einen anderen, wo doch jeder, der die Verhältnisse kennt, ganz genau weiß, wer gemeint ist, oder jedenfalls glaubt, er wisse es. Ich wollte ohne Umleitungen und Verstellungen schreiben.“
Am 13. November 1974 schrieb Frisch an Uwe Johnson, dass er die Arbeit an der Erzählung beendet habe, allerdings „vorerst ohne an Veröffentlichung zu denken“. Er wolle das Manuskript erst seiner Ehefrau Marianne unterbreiten. Deren Weigerung zur Veröffentlichung zitierte Frisch in der Erzählung selbst: „ich habe nicht mit dir gelebt als literarisches material, ich verbiete es, dass du über mich schreibst.“ In einem Brief an Marianne Frisch vom 13. Januar 1975 ergriff Johnson Partei für seinen Freund und die Veröffentlichung der Erzählung, deren Leistung es sei, „aus dem eigenen Leben mit Mitteln der Literatur ein Kunstwerk herzustellen“. In ihrer Antwort betonte Marianne Frisch, sie habe nie daran gedacht, „Max vor der Veröffentlichung des Manuskripts auch nur drei Silben abzuhandeln“. Allerdings rücke sie der Text in eine „Vergangenheit, in der ich mich zu dem gegenwärtigen Zeitpunkt, an der Seite von Max lebend, nicht wohl fühle“. Zur gleichen Zeit entdeckte Max Frisch den bereits 1971 im The New Yorker veröffentlichten Text Departures von Donald Barthelme, in dem dieser seine Beziehung zu Frischs Frau andeutete und sich über Max unter dem Pseudonym „Frederick“ lustig machte. Dies festigte Frischs Vorhaben, Montauk zu publizieren und sogar noch um die neuen Details zur Affäre seiner Frau zu erweitern: „Marianne kann sich scheiden lassen; Literatur als Ehebruch.“
Im März 1975 schickte Frisch eine überarbeitete Fassung an Uwe Johnson, zu der er begleitend schrieb: „Es hat sich gezeigt: viel mehr Memoiren sind auf dem fragilen Wochenende nicht zu verstauen“. Die Episode über Frischs Jugendfreund W. erschien im Mai 1975 als Vorabdruck unter dem Titel Autobiographisches in der Neuen Rundschau. Der Text hatte seinen Vorläufer in einem Eintrag unter dem Titel Dankbarkeiten im Tagebuch 1966–1971. Am 20. September 1975 erschien die Erzählung Montauk bei Suhrkamp.

### Stellung in Frischs Gesamtwerk

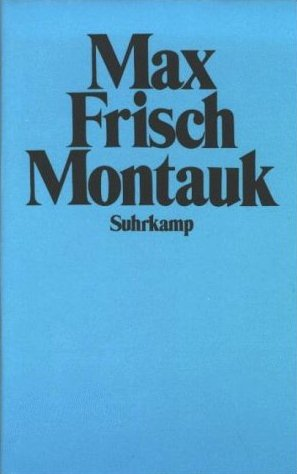
Erstausgabe 1975

## Rezeption

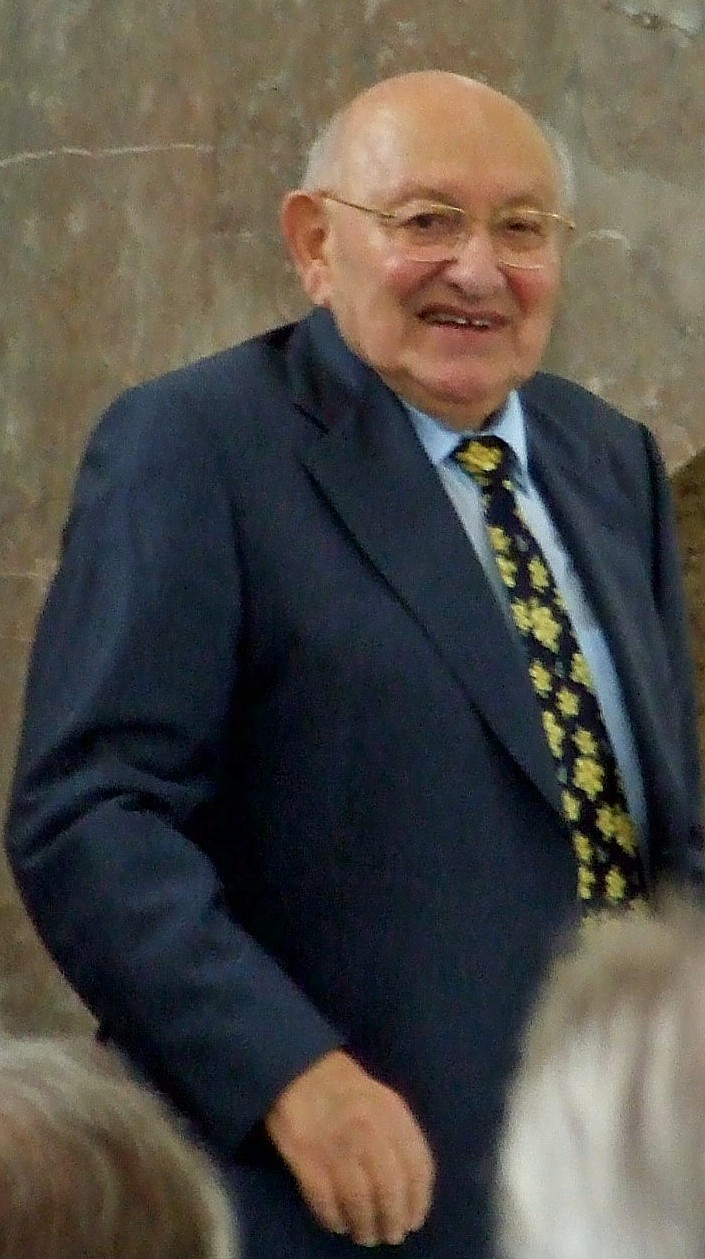
Marcel Reich-Ranicki, der Montauk in seinen Kanon aufnahm